# 17 pr. n. št.
17 pr. n. št. je bilo po julijanskem koledarju navadno leto, ki se je začelo na nedeljo ali ponedeljek, ali pa prestopno leto, ki se je začelo na soboto, nedeljo ali ponedeljek (različni viri navajajo različne podatke). Po proleptičnem julijanskem koledarju je bilo prestopno leto, ki se je začelo na petek.
V rimskem svetu je bilo znano kot leto sokonzulstva Furnija in Silana, pa tudi kot leto 737 ab urbe condita.
Oznaka 17 pr. Kr. oz. 17 AC (Ante Christum, »pred Kristusom«), zdaj posodobljeno v 17 pr. n. št., se uporablja od srednjega veka, ko se je uveljavilo številčenje po sistemu Anno Domini.

## Dogodki
- v Rimu potekajo sekularne igre.

## Rojstva
- 11. december - Gnej Domicij Ahenobarb, rimski konzul († 40)
- Arminij, germanski poglavar in vojskovodja († 21)
- Lucij Cezar, rimski plemič († 2)